# Alter Bridge
Alter Bridge — це американський рок-гурт з Орландо, Флорида. Гурт засновано в 2004 році Марком Тремонті, Брайаном Маршалом і Скотом Філіпсом, колишніми музикантами гурту Creed, та Майлзом Кенеді з The Mayfield Four.

## One Day Remains(2004—2006)
Alter Bridge випустив дебютний альбом One Day Remains 10 серпня 2004 року разом з першим синглом «Open Your Eyes»(відкрий свої очі), за котрим слідували «Find The Real»(знайди реальність) та «Broken Wings»(зламані крила).

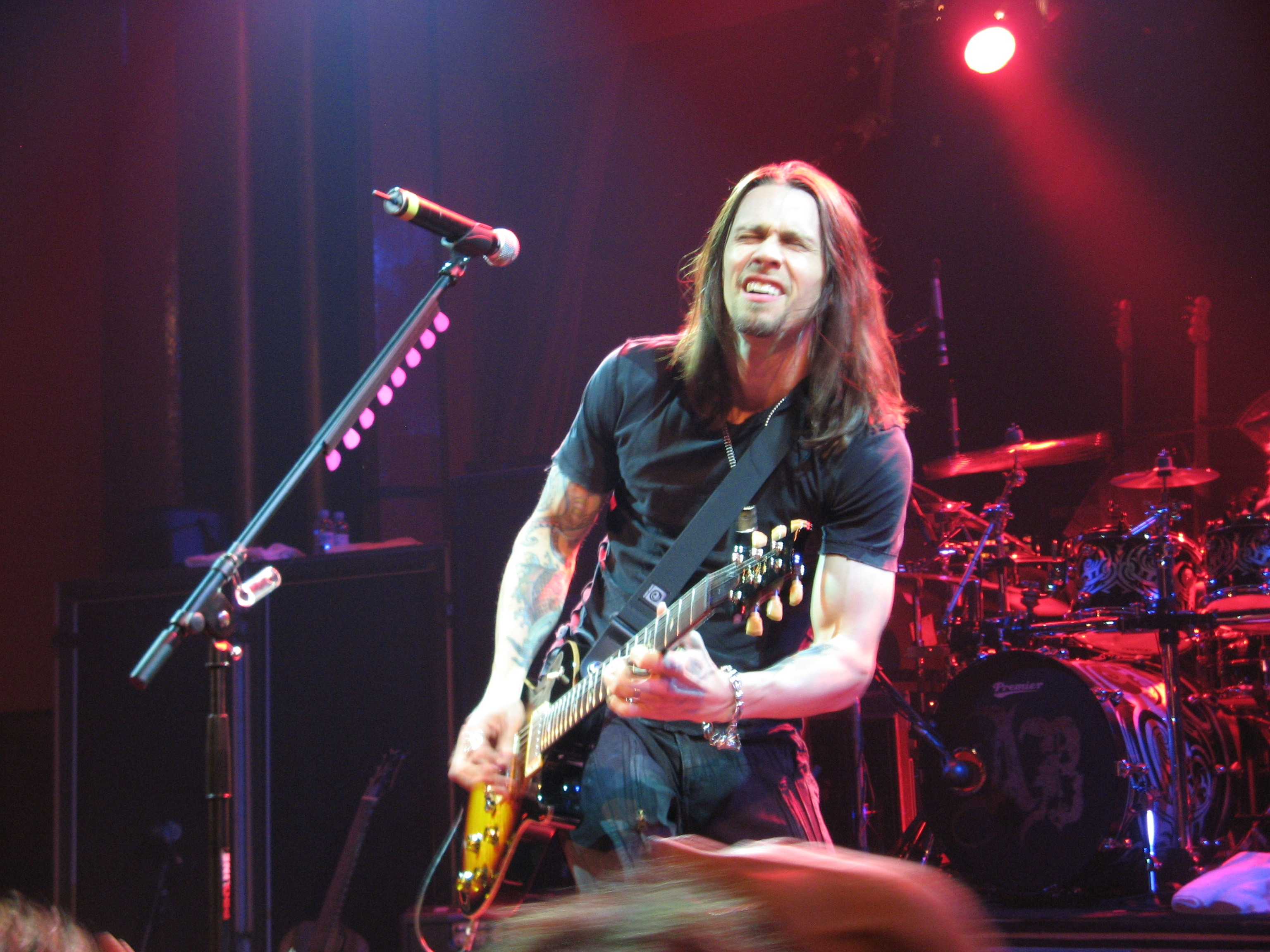
Myles Kennedy

## Blackbird(2007—теперішній час)
Alter Bridge випустив свій другий альбом Blackbird 9 жовтня 2007 року. Перший сингл альбому «Rise Today» з'явився 30 липня 2007 року. 2 січня 2008 року пісня «Watch Over You» офіційно стає другим синглом цього альбому і звучить на багатьох радіо станціях. «Before Tomorrow Comes» третій сингл вийшов 1 квітня 2008 року.
Відеокліп «Watch Over You» був виданий у вересні 2008 року.

## Склад гурту
- Марк Тремонті — соло-гітара, бек-вокал
- Майлз Кеннеді — вокал, ритм-гітара
- Брайан Маршалл — бас-гітара
- Скотт Филліпс — барабани

## Дискографія

### Альбоми
- 2004: One Day Remains (Gold)
- 2007: Blackbird
- 2010: AB III
- 2013: Fortress
- 2016: The Last Hero
Концертні альбоми
  - Live at Wembley (2012)
  - Live at the O2 Arena

### Сингли
| Рік  | Назва                   | U.S. Hot 100 | U.S. Mainstream Rock | U.S. Modern Rock | U.S. Pop 100 | U.S. Pop 100 Airplay | UK Rock Chart | Альбом          |
| ---- | ----------------------- | ------------ | -------------------- | ---------------- | ------------ | -------------------- | ------------- | --------------- |
| 2004 | «Open Your Eyes»        | #123         | #2                   | #24              | —            | —                    | —             | One Day Remains |
| 2005 | «Find The Real»         | —            | #7                   | —                | —            | —                    | —             | One Day Remains |
| 2005 | «Broken Wings»          | —            | #29                  | —                | —            | —                    | —             | One Day Remains |
| 2007 | «Rise Today»            | —            | #3                   | #32              | —            | —                    | #3            | Blackbird       |
| 2008 | «Ties That Bind»        | —            | —                    | —                | —            | —                    | #3            | Blackbird       |
| 2008 | «Watch Over You»        | —            | #19                  | —                | —            | —                    | —             | Blackbird       |
| 2008 | «Before Tomorrow Comes» | —            | #29                  | —                | —            | —                    | —             | Blackbird       |

### Саундтреки

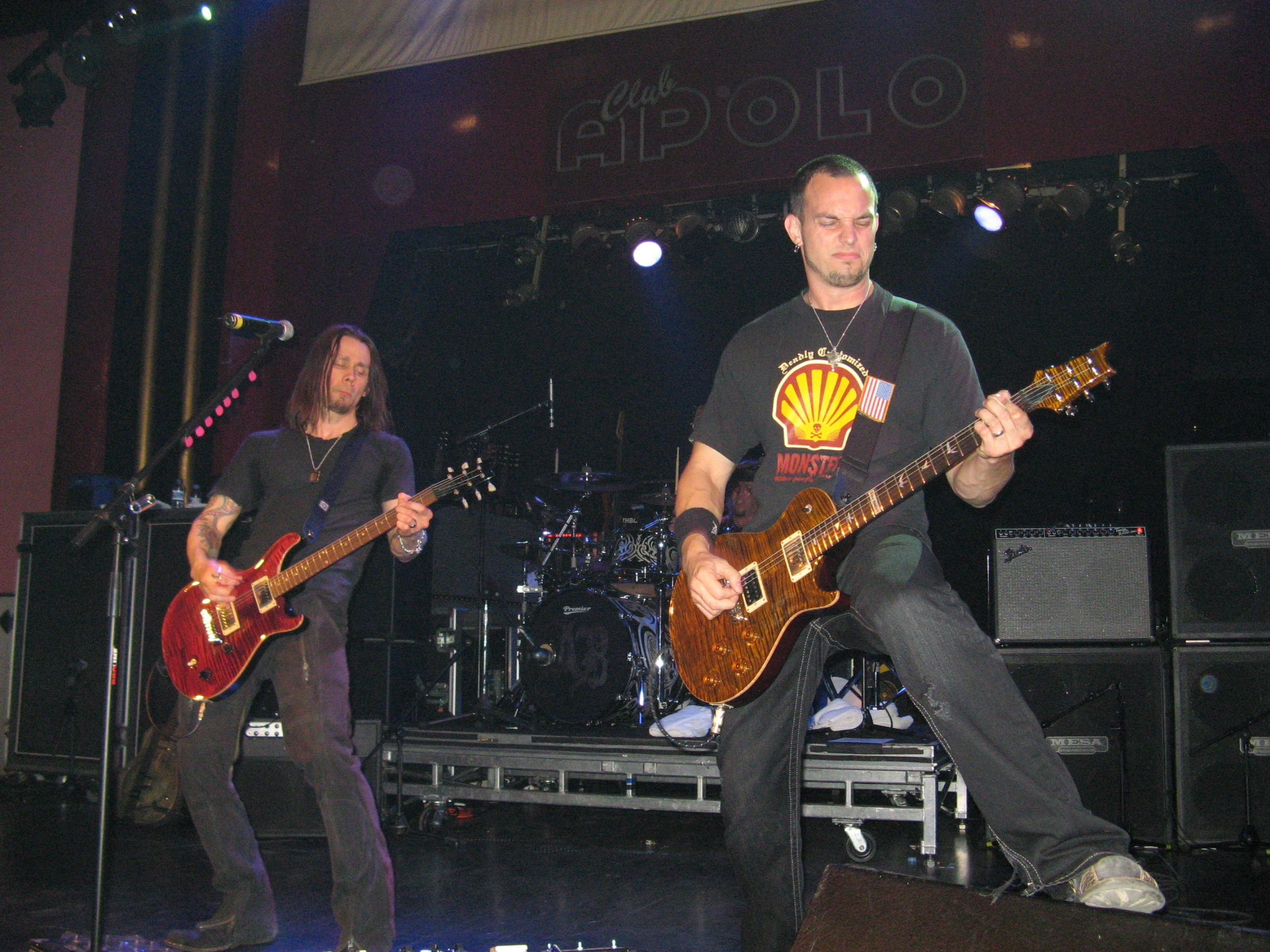
Майлз Кенеді та Марк Тремонті на концерті

| Рік  | Назва          | Альбом                                  |
| ---- | -------------- | --------------------------------------- |
| 2005 | «Save Me»      | Elektra: The Album                      |
| 2005 | «Shed My Skin» | Fantastic 4: The Album                  |
| 2008 | «Rise Today»   | Terminator: The Sarah Connor Chronicles |